# Spoločnosť s ručením obmedzeným
Spoločnosť s ručením obmedzeným, abgekürzt s.r.o. (oder spol.s r.o.) ist die slowakische Bezeichnung für die Rechtsform der haftungsbeschränkten Gesellschaft in der Slowakei, (deutsch Gesellschaft mit beschränkter Haftung).
Zur Gründung einer s.r.o. wird ein Stammkapital von mindestens EUR 5.000 vorausgesetzt. Bei Gründung der Gesellschaft genügt eine „Erklärung des Einlagenverwalters“ (meist der Geschäftsführer), dass die Grundeinlage am Tag der Gründung in die Kasse des Unternehmens eingezahlt wird.
Sind mehrere Personen als Gesellschafter (bis zu 50) eingetragen, wird eine Mindesteinlage von EUR 750 je Gesellschafter verlangt. Um dieses Eigenkapital nachweislich einzubringen, stehen den Gesellschaftern 5 Jahre nach Gründung zur Verfügung.
Sacheinlagen sind im Gesellschaftsvertrag auszuweisen. Zu beachten ist, dass die Sacheinlage nach der Novellierung des slowakischen Handelsgesetzbuches noch vor der Eintragung des Stammkapitals ins Handelsregister erbracht werden muss. Des Weiteren muss neben der Bezeichnung auch der Wert der Sacheinlage im Gesellschaftsvertrag bestimmt werden.
Die slowakische s.r.o. übernimmt sofort mit Gründung die volle Haftung für alle Rechtsgeschäfte die in deren Namen abgeschlossen werden. Die Gesellschafter haften bis zur Höhe ihrer Einlage.
Geschäftsführer oder Gesellschafter können ihren Hauptwohnsitz in jedem Land der Erde haben. Es besteht keine Verpflichtung zur Wohnsitznahme in der Slowakei.
Das Unternehmen selbst muss mit seinem Hauptsitz in der Slowakei gemeldet sein und über tatsächliche Räumlichkeiten mit entsprechender Büroinfrastruktur verfügen. Weiterhin ist die Aufbewahrung der Finanz- sowie Geschäftsunterlagen vorgeschrieben. Doppelte Buchführung ist zwingend.